# Carnaval de Águilas
El Carnaval de Águilas llevado a cabo en el municipio de Águilas, es el carnaval más emblemático de la Región de Murcia y uno de los más famosos de España. Fue declarado en el año 2015, como fiesta de Interés Turístico Internacional, siendo el tercero de España en alcanzar esta categoría tras los de Santa Cruz de Tenerife y Cádiz, ambos declarados tales en 1980.

## Historia
Sus raíces se pierden en la noche de los tiempos como plantea el estudioso Lorenzo Antonio Hernández Pallarés en su libro Historia de los carnavales de Águilas (1998), en dicha obra demuestra cómo en el carnaval de Águilas aparte de las once prácticas Carnavaleras de las que nos habla Caro Baroja en su libro El carnaval se dan también otras tres más que marcan la importancia y peculiaridad del Carnaval de Águilas constituyéndose un total de catorce prácticas carnavaleras diferentes en total. 
Los testimonios en forma oral del Carnaval de Águilas se remontan al siglo XIX, y las primeras imágenes que se tienen de este carnaval son del año 1903. Algunas fuentes históricas datan el Carnaval de Águilas en el siglo XVIII, en el reinado de Carlos III.
En Águilas se conserva una Regulación de las Fiestas de Carnaval en las Ordenanzas Municipales del Ayuntamiento de dicha localidad que data del año 1886. En estas Ordenanzas se regulaba el horario en el que las personas podían ir enmascaradas, ya que había posibilidad de que se cometieran delitos gracias al anonimato, el derecho a las autoridades a pedir documentación a las máscaras, el no llevar ningún tipo de armas, la prohibición de arrojar a la calle o a los viandantes que pasaban por ella agua o harina, así como no hacer ruidos estruendosos.
Con la Guerra Civil y la posterior dictadura franquista hicieron que los Carnavales de Águilas, como en el resto de España, no pasaran por una buena época en la que incluso llegaron a estar prohibidos; no obstante, algunos aguileños se atrevían a disfrazarse haciendo acopio de pequeñas triquiñuelas; como, por ejemplo, simular una boda.

## Personajes
Existen cuatro personajes representativos en el Carnaval de Águilas. Estos son elegidos en el mes de agosto tras una gala en la cual las peñas participan. Se suma a ellos otro personaje que es uno de los más representativos de todos, el carnavalero. Son los aguileños propiamente dichos, las personas que hacen de este carnaval uno de los mejores de España, disfrazándose días si y noches también, dejando aparte la gran movida del desfile, porque Águilas conocida como la Capital del Carnaval por sus majestuosos y dedicados desfiles, no son lo único, el Carnaval de la Noche, es la gran pasión por los aguileños en los que una gran mayoría del censo de Águilas hacen posibles esas noches de risas y teatros, por todas las calles del centro de Águilas, porque la magia de este Carnaval invaden los corazones de los aguileños, forasteros y extranjeros, porque el que viene una vez, viene dos, o viene tres, o viene toda la vida, eso es ser Carnavalero.
La Musa

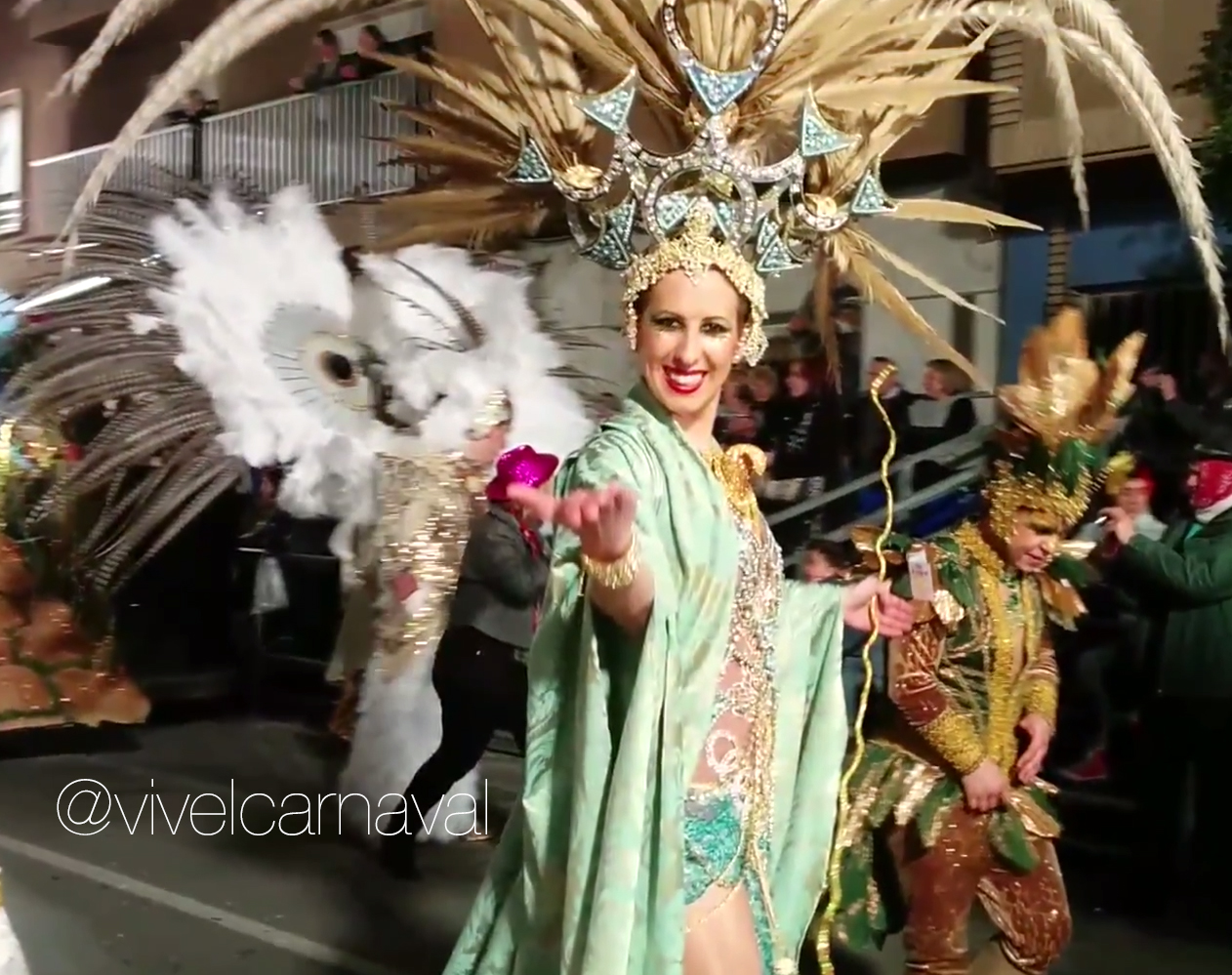
Musa del Carnaval de Águilas 2014, en el desfile del sábado de Piñata

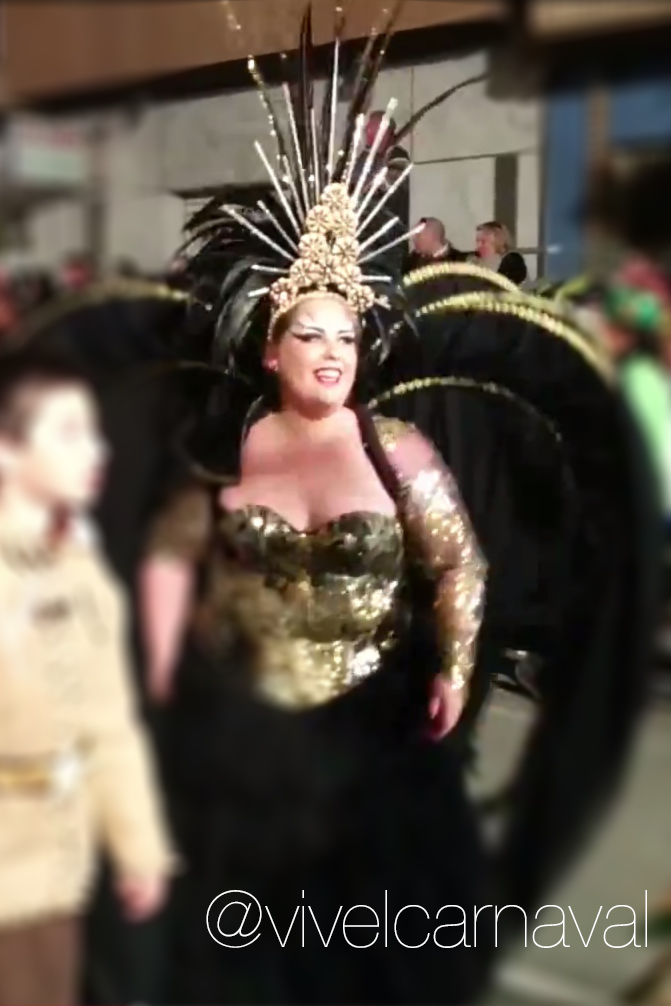
Doña Cuaresma del Carnaval de Águilas 2014 de la peña "El PIZARRÓN", en el desfile del sábado de Piñata

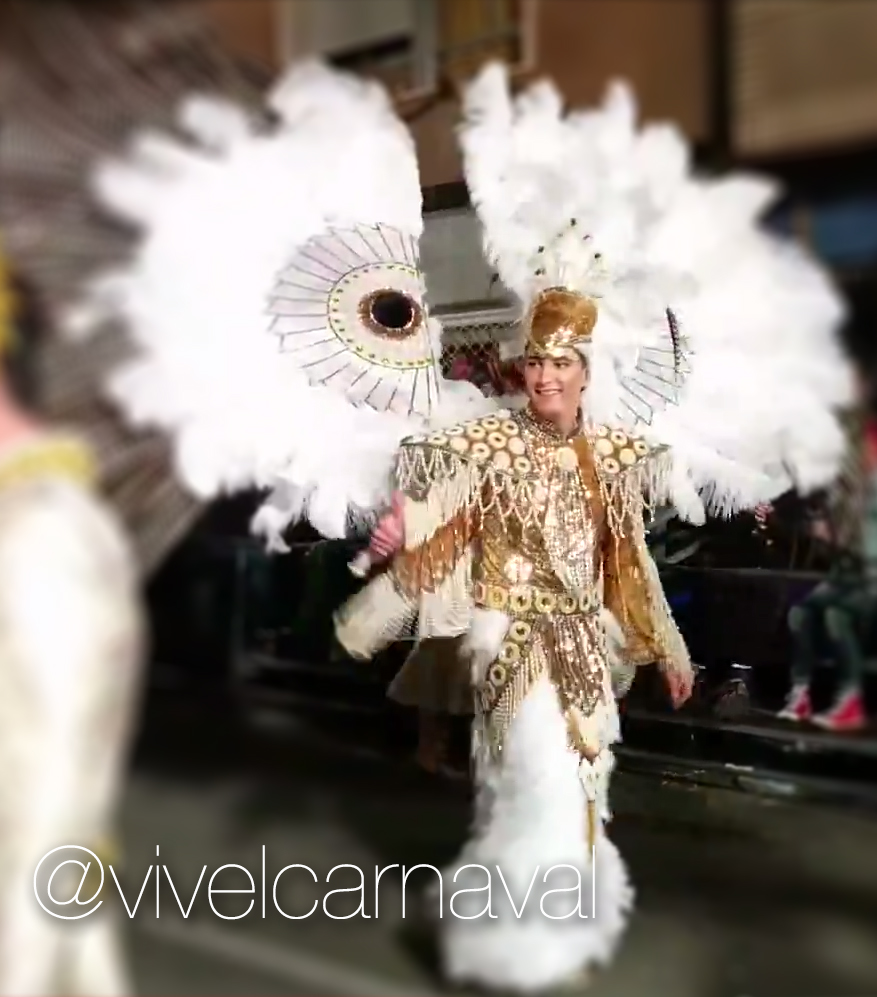
Don Carnal del Carnaval de Águilas 2014, en el desfile del sábado de Piñata

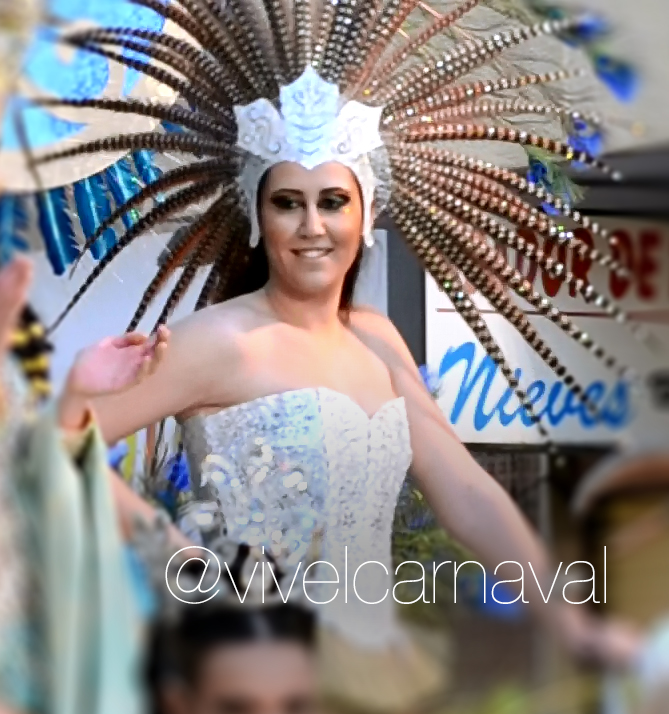
Mussona del Carnaval de Águilas 2014, en el desfile del sábado de Piñata

Representa el espíritu festivo del carnaval, el ingenio de las gentes en sus últimos días de jolgorio antes de la llegada de la Cuaresma, la fantasía y el humor de la llegada de las fechas del Carnaval.
Se la conoce como la reina del Carnaval, y es la que se encarga de poner un toque de magia y brillo a las calles de Águilas durante todo el carnaval
Doña Cuaresma
Doña Cuaresma representa todo lo contrario a La Musa o a la fiesta. Es la abstinencia, el pudor y la seriedad.
El sábado antes de los desfiles Doña Cuaresma es derrotada en batalla dialéctica por Don Carnal. Doña Cuaresma concede una semana de tregua en la cual se celebrará el Carnaval, para terminar venciendo el sábado de Piñata.
Don Carnal
Es la reencarnación del Dios Jano. Es el personaje que triunfa ante Doña Cuaresma.
Consigue una semana de fiesta, pero también sabe que su reinado es temporal. El sábado de Piñata es finalmente derrotado por Doña Cuaresma. En los carnavales de Águilas esa derrota es escenificada en la llamada playa de la colonia. La representación se realiza poniendo un muñeco en el centro de una hoguera simbolizando el cuerpo de Don Carnal al tiempo que se lanzan miles de fuegos artificiales. con este acto se simboliza la derrota de Don Carnal ante Doña Cuaresma, aunque esa victoria de Doña Cuaresma tampoco es definitiva ya que al año siguiente el personaje de Don Carnal para volver a dar al pueblo de Águilas otra semana de jolgorio, alegría, disfraz y diversión.
José Luis Vera Sendra ha sido el espléndido Carnal del 2014. De la Peña "El Tangay" y con una fantasía de Búho. Un traje confeccionado con plumas de faisán y 9.000 perlas cosidas a mano, una a una. Un carnal de lujo sin duda para los Carnavales de Águilas.
La Mussona
Es uno de los personajes más representativos dentro de la historia de este Carnaval. Este personaje representa los carnavales antiguos de la ciudad de Águilas, cuando los habitantes de este pueblo costero apenas disponía de unas cuantas ramas de esparto y estopa para realizar los disfraces y poder pasar una semana de diversión.
La Mussona es un personaje mitad humano, mitad animal; mitad civilizado, mitad salvaje. Representa la dualidad de todos los seres humanos.
Tiene muchísima relación con el mar ya que su atuendo debe estar compuesto por esparto y conchas o desperdicios naturales del medio marítimo o terrestre.
De cuatro personajes es el único que puede estar representado, tanto por una mujer como por un hombre.
El personaje contrario a La Mussona es el músico-domador. Esta figura representa la humanidad y el proceso de pasar del estado salvaje al estado civilizado por medio del control y de la música. Durante la representación de este personaje el jueves posterior al Cambio de Poderes (gala que marca el inicio de los carnavales en Águilas) el domador hace el papel de ir guiando a Ala bestia desde las mazmorras del castillo de San Juan de las Águilas hasta la plaza de España donde miles de personas esperan con ansia la llegada de este personaje al grito de Mussona-na Mussona-na.
La Mussona del 2014 ha estado magníficamente representada por Marina López Asensio de la Peña "El Tangay" con un disfraz hecho de esparto, palmera, estopa, cáscara de pistachos y mejillones. Todos los materiales naturales. La Musona simulaba ser un cangrejo de mar. Cada vez este personaje se supera y este año no ha sido la excepción. Marina López Asensio ha puesto el listón muy alto encarnando a la Mussona del 2014.

## Días importantes
En Águilas, el Carnaval dura dos semanas, los eventos importantes celebran los siguientes días:
Sábado de una semana anterior:
- Gala de Cambio de Poderes entre los Personajes del Carnaval del año anterior y del presente

Domingo de una semana anterior:
- IX Concurso de trajes de papel (depende cada año el lugar donde se realiza, este año 2012 ha sido en el auditorio, otros años ha sido en diversos lugares como la Carpa de la Federación, etc.)

Jueves Lardero:
- XI Suelta de la Mussona en el Castillo. La Mussona va por el castillo y las calles de Águilas asustando a niños y adultos hasta que llega a la Plaza de España.

Viernes de Carnaval:
- Batalla entre Don Carnal y Doña Cuaresma infantiles, pregón de la musa y suelta de la Mussona infantil. Los personajes infantiles los representan niños. Doña Cuaresma y Don Carnal salen desde su respectivo instituto o colegio y van recorriendo las calles hasta llegar a la Plaza de España. Mientras van recorriendo el pueblo, la gente disfrazada se va uniendo. Una vez en la Plaza de España, Don Carnal y Doña Cuaresma se suben a un escenario, tienen una disputa, y comienza la batalla. La batalla (llamada Guerra de los Cascarones) consiste en lanzar huevos vaciados y rellenados, luego, de confetis hacia el otro bando.

Sábado de Carnaval:
- Batalla entre Don Carnal y Doña Cuaresma, Pregón de la Musa y Pregón del Alcalde y del pregonero invitado. La batalla es igual que la batalla infantil, solo que participan personas adultas. Una vez terminada la batalla, la Musa, Don Carnal y Doña Cuaresma dan un pregón en el balcón del Ayuntamiento. Más tarde, el alcalde da otro pregón y por último, un invitado famoso realiza otro pregón.

Domingo de Carnaval:
- Desfile. Consiste en un desfile que empieza en lo alto de la Avenida Juan Carlos I y acaba en la plaza de España. En el desfile participan infinidad de peñas, muchas de ellas escuelas de baile, y muchas llevan espectaculares carrozas.

Lunes de Carnaval:
- Desfile.

Martes de Carnaval:
- Desfile.

1.er viernes de Cuaresma:
- Desfile. A este desfile acuden muchas peñas de distintas localidades de España a desfilar, en el año 2009 el límite de peñas que pueden venir es de 20.
- Actuación de la murga "Los Ciegos, ciegos perdíos". La murga consiste en unas canciones de aspecto cómico que se burlan o critican algún tema de actualidad.

1.er. sábado de Cuaresma:
- Desfile.
- Quema de Don Carnal y castillo de fuegos artificiales. Consiste en quemar a Don Carnal, que simboliza la victoria de Doña Cuaresma y el comienzo de la etapa de Cuaresma. Cuando ya se ha hecho la quema, se procede a lanzar fuegos artificiales.
- Entrega de premios. Se entregan diferentes premios a las distintas peñas que han participado en los desfiles. Algunos ejemplos de premios son a la fantasía, a la originalidad, al mejor maquillaje, a la mejor carroza, a la mejor coreografía, etc. y como premio más importante está el Águilas Dorada a lo mejor del Carnaval.

Se puede decir que Águilas tiene dos carnavales. El Carnaval de Día y el Carnaval de la Noche. En el Carnaval de día transcurren los desfiles de las diversas peñas del carnaval, que desfilan por las calles del pueblo hasta llegar a la estatua del Ícaro, estatua que representa al Carnaval de Águilas. Las peñas lucen atuendos llenos de color y fantasía trabajados durante todo un año, y muchas peñas acompañan su recorrido con coreografías muy trabajadas. Todas estas categorías son premiadas el sábado, después de la quema de Don Carnal.
El Carnaval de la Noche tiene su día más significativo durante el primer lunes de carnaval; este lunes, por la noche, las calles de la ciudad se convierten en un hervidero de gente disfrazada, donde la música, la fiesta y la diversión está garantizada. Por cualquier lugar de la ciudad podemos observar espectáculos espontáneos y divertidos protagonizados por los que van disfrazados, que intentan representar alguna cualidad del disfraz que llevan puesto, lo que pase por la inagotable imaginación de esta gente tan entrañable. El punto neurálgico de la noche se encuentra en la Plaza de España, donde está instalada una plataforma para el que quiera concursar en las diferentes modalidades de premios individuales o colectivos, que premian la originalidad, la elaboración del disfraz, el mejor maquillaje o el espectáculo más divertido, entre otros.
La bebida que siempre acompaña en Carnaval es la Cuerva, una bebida espirituosa compuesta por frutas y diversos alcoholes, que se ha coronado como la bebida emblemática de esta fiesta.

## Pregoneros del Carnaval
- Vicente Sicilia Tárraga (1989)
- Esteban Egea Fernández (1990)
- Carlos Collado Mena (1991)
- Ginés Rosa Díaz (1992)
- Concepción Sáenz Laín (1993)
- Lola Baldrich (1994)
- Elena Quiñones Vidal (1995)
- Manuel Vázquez Montalbán (1996)
- Liberto Rabal (1997)
- Ramón Jiménez Madrid (1998)
- Pedro Morata Calvo (1999)
- Ramón Luis Valcárcel Siso (2000)
- Francisco Rabal (2001)
- Asunción Balaguer (2002)
- Francisco Montesdeoca (2003)
- Isabel Pantoja (2004)
- José Antonio Camacho (2005)
- Anne Igartiburu (2006)
- Juan y Medio (2007)
- David Bisbal (2008)
- Carlos Latre (2009)
- Jaime Cantizano (2010)
- Rosa López (2011)
- Pepa Aniorte (2012)
- Jordi Rebellón (2013)
- Amaya Valdemoro (2014)
- Edu Soto (2015)
- Carlos Baute (2016)
- Arturo Valls (2017)
- Ana Morgade (2018)
- Ginés García Millán (2019)
- Fernando Tejero (2020)
- Miki Nadal (2023)
- José Corbacho (2024)
- Javier Calvo (2025)